# Жак Калло
Жак Калло (фр. Jacques Callot, 1592, Нансі — 25 березня 1635, Нансі) — французький графік та гравер-офортист  родом із Лотарингії, який працював у стилі маньєризму.

## Життєпис
Точний рік народження Жака Калло невідомий, вказують 1592 або 1593. Графік родом з Лотарингії, котра тоді була суверенною державою і не входила до складу Франції. Батько митця, Жан Калло, був герольдом герцога Лотарингії та мав багатодітну родину.
Хлопець рано виявив художні здібності. Ще в Нансі його влаштували в майстерню ювеліра. За переказами, 1609 року він пішки намагався дістатися Риму. З цього приводу існує декілька різних версій. За однією — він тікав з дому двічі й дістався Італії з мандрівними циганами.
За більш пізніми дослідженнями він був мандрівним майстром і працював у Римі (1609—1611), Флоренції (1611—1621), Нансі (1621—1628), Парижі (1629—1630), а також знову у Нансі (1630—1635), де й помер.
Техніку офорту опановував в майстерні італійського художника і гравера Антоніо Темпеста. В ранні роки виконав також декілька графічних творів різцем. Серед вчителів молодого гравера — Філіп Томассен та Джуліо Паріджі ().
1612 року влаштувався помічником у майстерню художника Джуліо Паріджі. У роки праці у Флоренції здобув популярність і його покровителем став герцог Тосканський Козімо ІІ Медічі.
1617 року експериментував із технікою офорту і винайшов кислотостійкий лак. Винахід дозволив удосконалити офортну техніку. 1621 року у Флоренції помер меценат Козімо ІІ Медічі і Жак Калло відбув на батьківщину у місто Нансі, де працював до 1628 року.
У Нансі, тодішній столиці Лотарингії, два роки провів Клод Лоррен, який працював помічником у придворного живописця Клода Дерюе. З останнім був знайомим і Жак Кало, що створив портрет Клода Дерюе. Клод Лоррен — один з майстрів офорту XVII століття. Зближенню двох майстрів могло сприяти і перебування обох у Італії.
Життєпис Жака Калло створювали Андре Філібьєн та Філіппо Бальдінуччі, але робили це наприкінці XVII століття, коли більшість фактів біографії померлого майстра забулась або була викривлена. Ранні роки гравера відомі погано, більш документований його період праці у місті Флоренція.
Жак Калло мав племінника. Клод Калло перебрався на проживання у Річ Посполиту і був придворним художником трьох польських королів (Яна ІІ Казимира, Михайла Корибута Вишневецького, Яна ІІІ Собеського).

## Вплив на сучасників і послідовників
Твори Жака Калло ще за життя майстра розійшлися країнами Західної Європи. Їх знали, розшукували, купували і колекціонували всі, хто цікавився мистецтвом або працював в техніці офорту, серед них і голландець Рембрандт.
Твори Жака Калло знав Франсіско Гойя, котрий сам створив серію офортів із тотожною назвою «Лихоліття війни», відобразивши події іспанської війни за незалежність від наполеонівської Франції.
Твори Жака Калло розглядались як програмні для низки західноєвропейських представників доби романтизму на початку XIX ст.
Творчість Калло надихала також і поетів. Найвідомішою книгою, написаною під його впливом є збірка поезій у прозі Алоїзіуса Бертрана «Нічний Гаспар: Фантазії в манері Рембрандта та Калло», що була опублікована 1842 року.

## Вибрані графічні серії

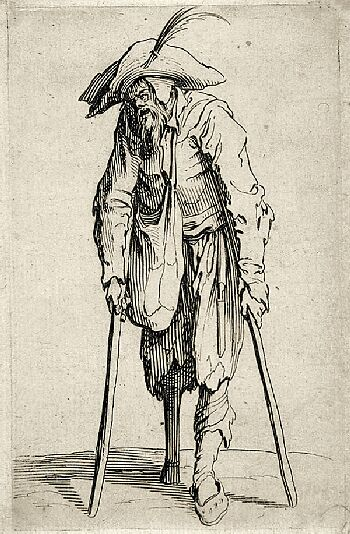
Жак Калло. «Каліка перехожий», 1622 рік.

- «Каприччі»
- «Різноманітні фігури»
- «Десять краєвидів Флоренції»
- «Зодіак» або «12 місяців»
- «Горбуни»
- «Жебраки»
- «Страсті Господні»
- «Цигани»
- «Великі краєвиди Парижа»
- «Історія блудного сина»
- «Сім смертних гріхів»
- «Фантазії»
- «Лихоліття війни» 1-а серія
- «Лихоліття війни» 2-а серія

## «Лихоліття війни»

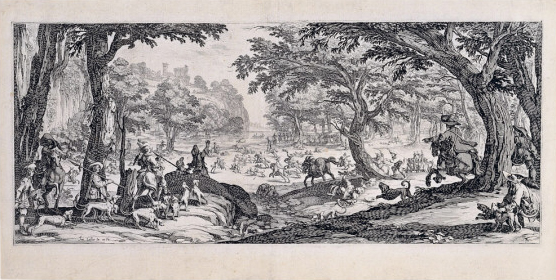
«Велике полювання», 1619 р. Художній музей Сент-Луїс, США.
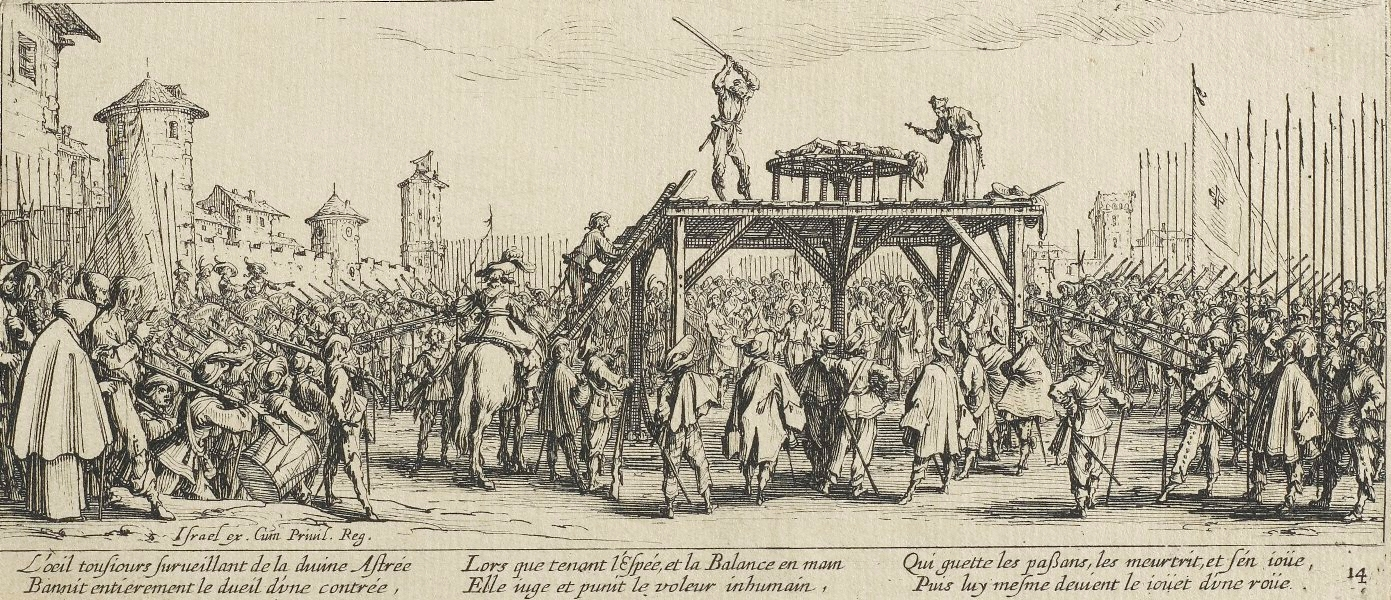
«Страта на колесі». 1633 рік.
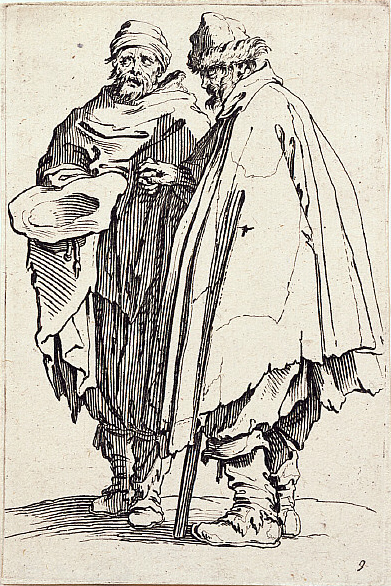
«Сліпий і жебрак», 1622 р.
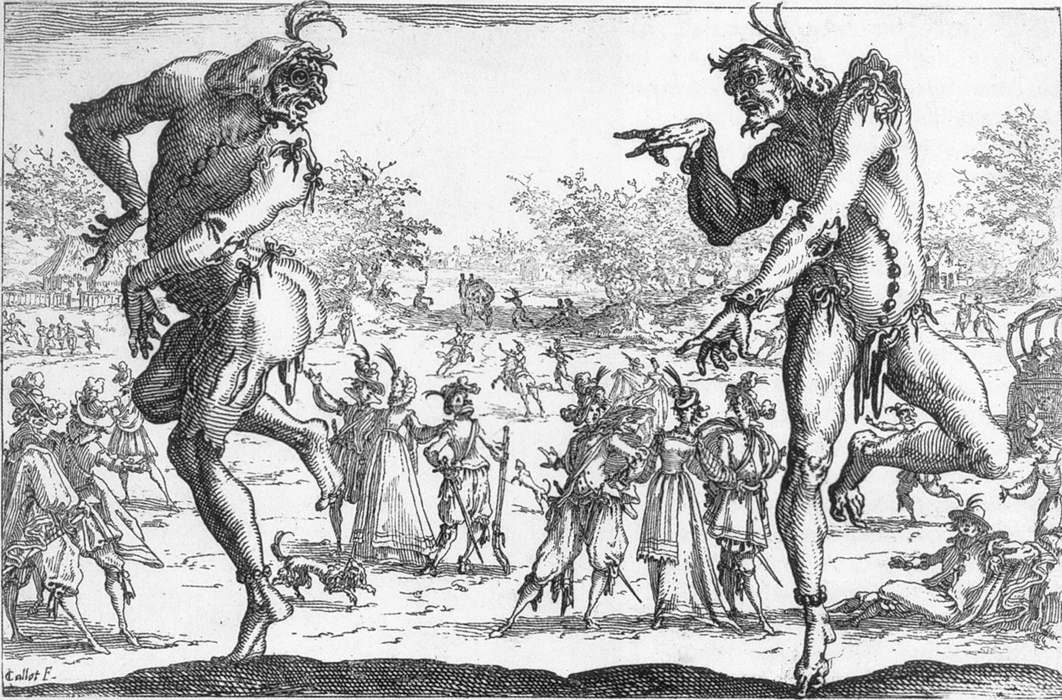
«Два театральні персонажі», 1616 р.
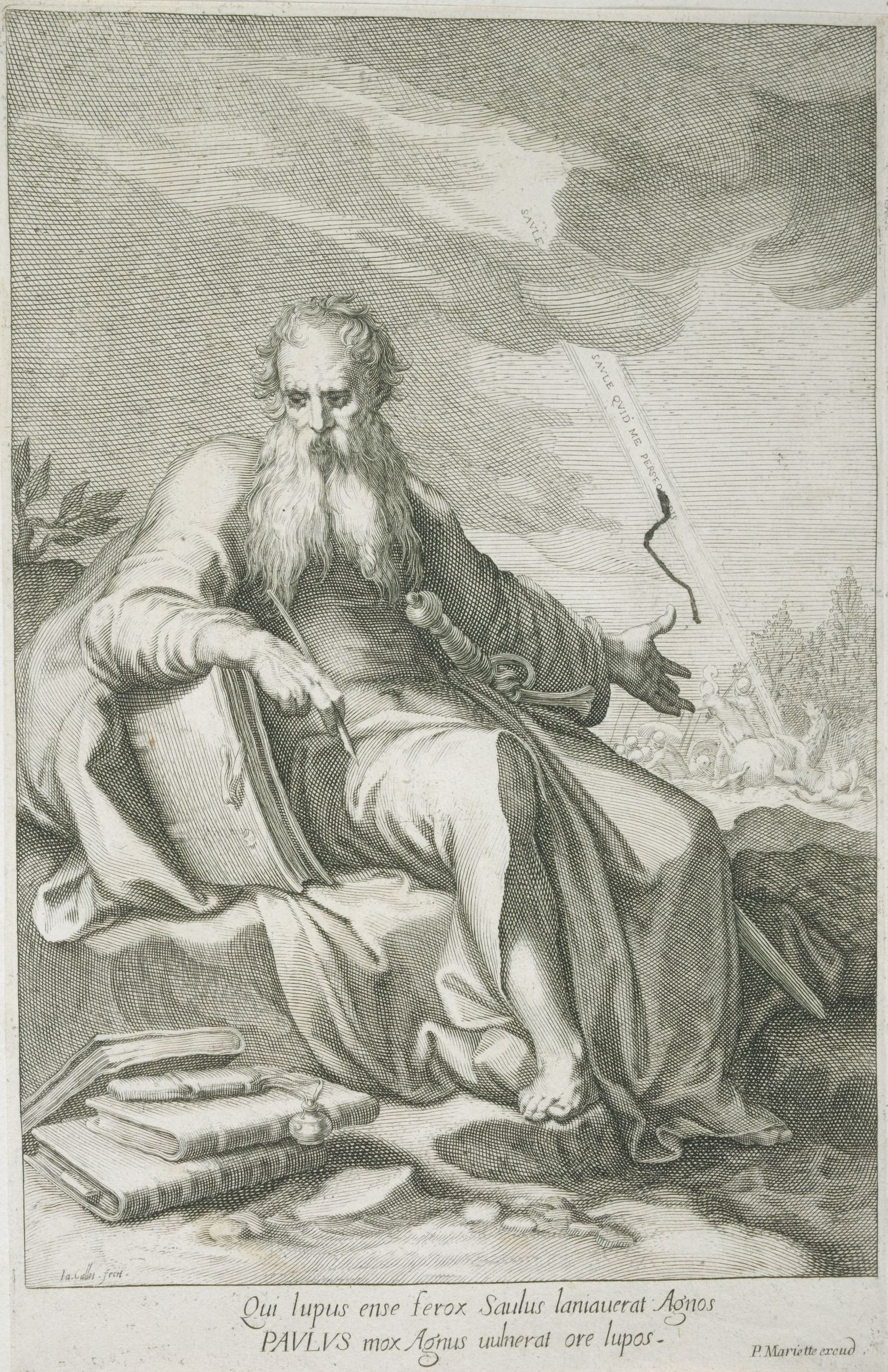
«Апостол Павло»
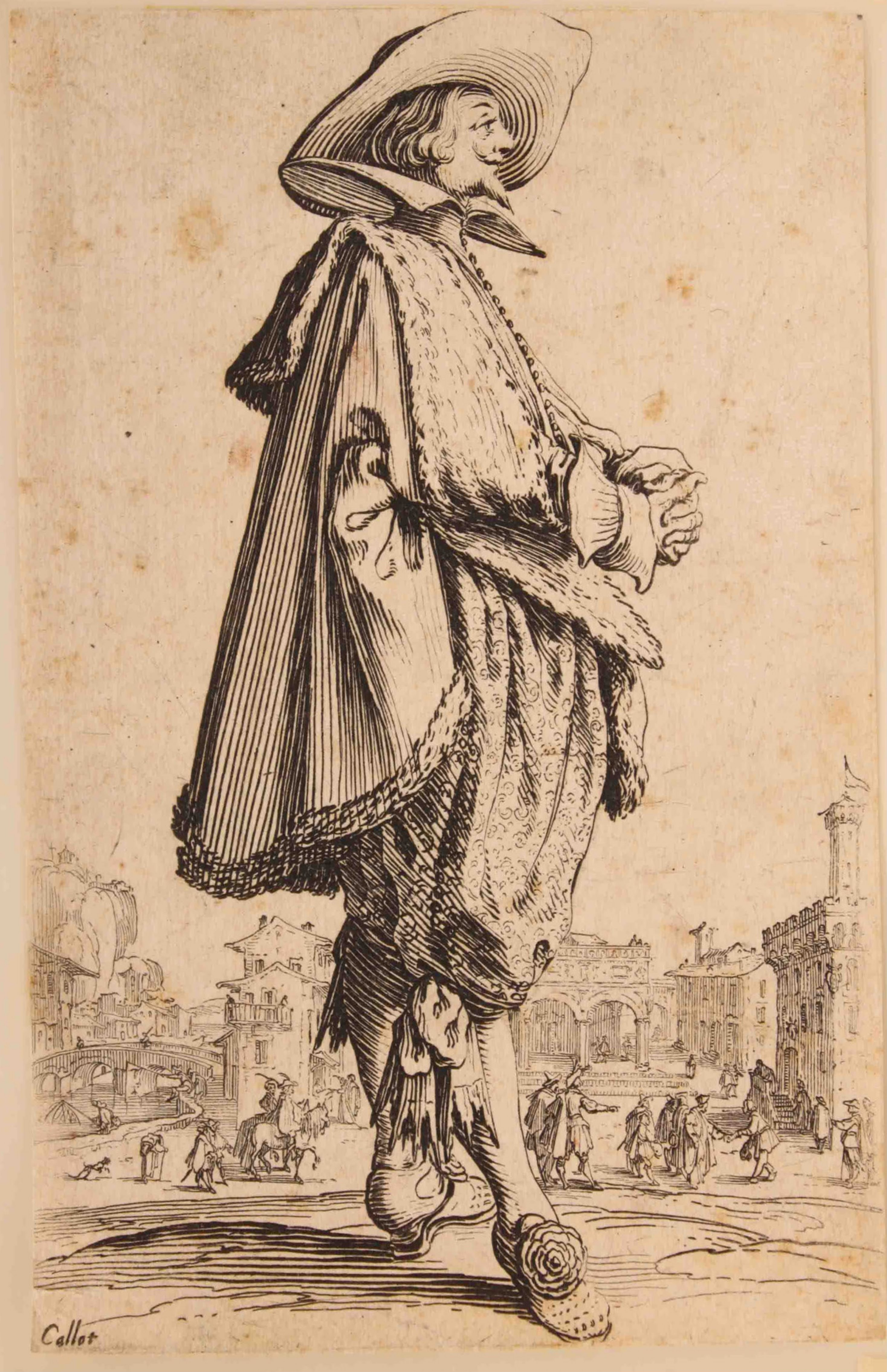
«Вельможа в літах»

## Джерела

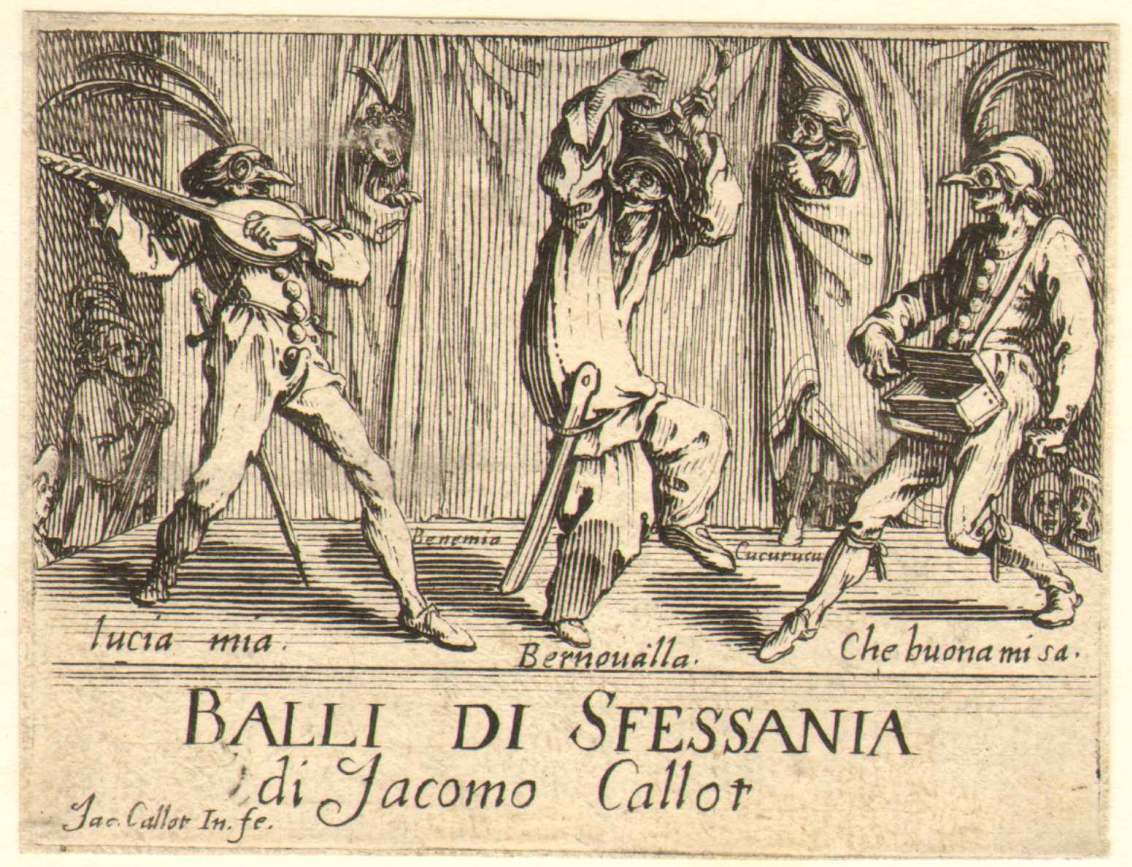
«Характери комедії дель арте», бл. 1622 р.